# DFBポカール2017-2018
DFBポカール2017-2018 (2017–18 DFB-Pokal)は、2017年8月11日から2018年5月18日の期間に開催された、通算66回目 (前身も含めれば75回目)のDFBポカールである。アイントラハト・フランクフルトが30大会ぶり5回目の優勝を果たした。

## 参加クラブ
以下の64クラブが参加する。
| ブンデスリーガ (18クラブ) ブンデスリーガ2016-17所属全クラブが出場 | 2. ブンデスリーガ (18クラブ) 2. ブンデスリーガ2016-17所属全クラブが出場 | 3. リーガ (4クラブ) 3. リーガ2016-17における上位4チームが出場 |
| - バイエルン・ミュンヘン - RBライプツィヒ - ボルシア・ドルトムント - TSG1899ホッフェンハイム - 1.FCケルン - ヘルタ・ベルリン - SCフライブルク - ヴェルダー・ブレーメン - ボルシア・メンヒェングラートバッハ - シャルケ04 - アイントラハト・フランクフルト - バイエル・レバークーゼン - FCアウクスブルク - ハンブルガーSV - 1.FSVマインツ05 - VfLヴォルフスブルク - FCインゴルシュタット04 (II) - SVダルムシュタット98 (II) | - VfBシュトゥットガルト (I) - ハノーファー96 (I) - アイントラハト・ブラウンシュヴァイク - 1.FCウニオン・ベルリン - ディナモ・ドレスデン - 1.FCハイデンハイム - FCザンクトパウリ - SpVggグロイター・フュルト - VfLボーフム - SVザントハウゼン - フォルトゥナ・デュッセルドルフ - 1.FCニュルンベルク - 1.FCカイザースラウテルン - FCエルツゲビルゲ・アウエ - アルミニア・ビーレフェルト - TSV1860ミュンヘン (IV) - ヴュルツブルガー・キッカーズ (III) - カールスルーエSC (III) | - MSVデュースブルク (II) - ホルシュタイン・キール (II) - SSVヤーン・レーゲンスブルク (II) - 1.FCマクデブルク |
| 各地域代表 (24クラブ) 各地域のサッカー協会カップの優勝クラブが出場 | | |
| - バーデン FCネッティンゲン (V) - バイエルン 1.FCシュヴァインフルト05 (IV) SpVggウンターハヒンク (IV) - ベルリン ベルリナーFCディナモ (IV) - ブランデンブルク エネルギー・コットブス (IV) - ブレーメン リーハー・トゥルネンシャフト (V) - ハンブルク アイントラハト・ノルダーシュテット (IV) - ヘッセン SVヴェーエン・ヴィースバーデン (III)                                                                               | - メクレンブルク＝フォアポンメルン ハンザ・ロストック (III) - ミッテルライン ボナーSC (IV) - ニーダーライン ロートヴァイス・エッセン (IV) - ニーダーザクセン LSKハンザ (IV) VfLオスナブリュック (III) - ラインラント TuSコブレンツ (IV) - ザールラント 1.FCザールブリュッケン (IV) - ザクセン ケムニッツFC (III) | - ザクセン＝アンハルト VfBゲルマニア・ハルバーシュタット (V) - シュレースヴィヒ＝ホルシュタイン SVアイヒェデ (IV) - ズュートバーデン 1.FCリエラセンス・アーレン (VI) - ズュートヴェスト SVモルラウターン (V) - テューリンゲン FCロートヴァイス・エアフルト (III) - ヴェストファーレン SCパーダーボルン07 (III) TuSエルンテブリュック (IV) - ヴュルテンベルク シュポルトフロインデ・ドルフメルキンゲン (VI) |
| 括弧内のローマ数字は2017-18シーズンの所属ディビジョン (I：ブンデスリーガ 、II：2. ブンデスリーガ 、III：3. リーガ 、IV：レギオナルリーガ、V：オーバーリーガ、VI：フェアバンツリーガ) | | |

## 日程
| 試合     | 組み合わせ抽選会 | 開催日                  |
| -------- | ---------------- | ----------------------- |
| 1回戦    | 2017年6月11日    | 2017年8月11日-8月14日   |
| 2回戦    | 2017年8月19日    | 2017年10月24日-10月25日 |
| 3回戦    | 2017年10月29日   | 2017年12月19日-12月20日 |
| 準々決勝 | 2018年1月16日    | 2018年2月6日-2月7日     |
| 準決勝   | 2018年2月11日    | 2018年4月17日-4月18日   |
| 決勝     | 2018年2月11日    | 2018年5月19日           |

## 1回戦
組み合わせ抽選会は、2017年6月11日に行われた。チーム名横の括弧内の数字は2017-18シーズンの所属ディビジョンを表す (2回戦以降も同様)。試合時間はいずれも現地時間 (1回戦、準決勝、決勝はCEST (UTC+2)。それ以外はCET (UTC+1))。
| 2017年8月11日 | TuSコブレンツ (4)                | 2 - 3    | 1.FCディナモ・ドレスデン (2)                | ツヴィッカウ                                                                    |  |
| 19:00         | ボジッチ 6分 · ポポヴィッツ 80分 | レポート | ベルコ 11分 · ハイゼ 49分 · アオスマン 84分 | 競技場: シュタディオン・ツヴィッカウ 観客数: 6,300人 主審: マルクス・シュミット |  |

| 2017年8月11日 | ロートヴァイス・エッセン (4) | 1 - 2    | ボルシア・メンヒェングラートバッハ (1) | エッセン                                                                       |  |
| 20:45         | バイヤー 29分                | レポート | ホフマン 79分 · ラファエウ 82分        | 競技場: シュタディオン・エッセン 観客数: 18,500人 主審: パトリック・イトリック |  |

| 2017年8月11日 | カールスルーエSC (3) | 0 - 3 (延長) | バイエル・レバークーゼン (1)                     | カールスルーエ                                                                   |  |
| 20:45         |                      | レポート     | コール 93分 · ポーヤンパロ 99分 · ベイリー 105分 | 競技場: ヴィルトパルクシュタディオン 観客数: 17,073人 主審: ロベルト・ハルトマン |  |

| 2017年8月11日 | ホルシュタイン・キール (2)                 | 2 - 1    | アイントラハト・ブラウンシュヴァイク (2) | キール                                                                           |  |
| 20:45         | ドレクスラー 71分 (pen.) · ドゥクシュ 78分 | レポート | ニマン 48分                              | 競技場: ホルシュタイン・スタディオン 観客数: 10,052人 主審: グイド・ヴィンクマン |  |

| 2017年8月12日 | VfBゲルマニア・ハルバーシュタット (5) | 1 - 2    | SCフライブルク (1)                         | ハルバーシュタット                                                              |  |
| 15:30         | ミシェル 87分                         | レポート | ペーターゼン 34分 · ラッチェブ 42分 (o.g.) | 競技場: フリーデンスシュタディオン 観客数: 5,037人 主審: クリストフ・ギュンシュ |  |

| 2017年8月12日 | ケムニッツFC (3) | 0 - 5    | バイエルン・ミュンヘン (1)                                                  | ケムニッツ                                                                                                 |  |
| 15:30         |                  | レポート | レヴァンドフスキ 20分, 60分 · コマン 51分 · リベリー 79分 · フンメルス 89分 | 競技場: シュタディオン・アン・デア・ゲレルトシュトラッセ 観客数: 15,015人 主審: ビビアナ・シュタインハウス |  |

| 2017年8月12日 | LSKハンザ (4)   | 1 - 3    | 1.FSVマインツ05 (1)                     | リューネブルク                                                                |  |
| 15:30         | ヴォベイダ 31分 | レポート | 武藤嘉紀 13分, 60分 · ブロジンスキ 45分 | 競技場: シュルツワイゼン競技場 観客数: 4,000人 主審: スヴェン・ヤブロンスキー |  |

| 2017年8月12日 | リーハー・トゥルネンシャフト (5) | 0 - 5    | 1.FCケルン (1)                                                                               | ブレーマーハーフェン                                                  |  |
| 15:30         |                                  | レポート | ビッテンコート 28分 · ソーレンセン 34分 · コルドバ 50分 (pen.) · ツォラー 69分 · ギラシ 74分 | 競技場: ノルトゼー・シュタディオン 観客数: 8,119人 主審: ルネ・ローデ |  |

| 2017年8月12日 | SpVggウンターハヒンク (3) | 0 - 4    | 1.FCハイデンハイム (2)                                  | ウンターハヒング                                                                  |  |
| 15:30         |                           | レポート | ベアマン 44分, 74分 · グラッツェル 80分 · プスチュ 86分 | 競技場: アルペンバウアー・シュポルトパーク 観客数: 5,000人 主審: ティモ・ゲーラハ |  |

| 2017年8月12日 | TuSエルンテブリュック (4) | 0 - 3    | アイントラハト・フランクフルト (1)                    | ジーゲン                                                                           |  |
| 15:30         |                           | レポート | チャンドラー 35分 · ガチノヴィッチ 72分 · ハラー 76分 | 競技場: ライムバハ・シュタディオン 観客数: 13,106人 主審: ベネディクト・ケンプクス |  |

| 2017年8月12日 | 1.FCリエラセンス・アーレン (6) | 0 - 4    | ボルシア・ドルトムント (1)                           | フライブルク                                                                                 |  |
| 15:30         |                                | レポート | バルトラ 12分 · オーバメヤン 41分 (pen.), 55分, 80分 | 競技場: シュヴァルツヴァルト・シュタディオン 観客数: 24,000人 主審: クリスティアン・ディーツ |  |

| 2017年8月12日 | SVアイヒェデ (4) | 0 - 4    | 1.FCカイザースラウテルン (2)                        | リューベック                                                                  |  |
| 15:30         |                  | レポート | オサウェ 17分, 69分 · アティク 40分 · モリッツ 85分 | 競技場: シュタディオン・ローミューレ 観客数: 4,039人 主審: スヴェン・ワシツキ |  |

| 2017年8月12日 | FCロートヴァイス・エアフルト (3) | 0 - 1    | TSG1899ホッフェンハイム (1) | エアフルト                                                                              |  |
| 18:30         |                                  | レポート | アミリ 55分                 | 競技場: シュタイガーヴァルト・シュタディオン 観客数: 8,144人 主審: ダニエル・シーベルト |  |

| 2017年8月12日 | SSVヤーン・レーゲンスブルク (2)                                    | 3 - 1    | SVダルムシュタット98 (2) | レーゲンスブルク                                                                  |  |
| 18:30         | ライス 45+2分 (pen.) · ニートフェルト 87分 · グリュットナー 90+4分 | レポート | ソビエフ 40分            | 競技場: コンティネンタル・アレーナ 観客数: 8,919人 主審: マルティン・ペーターゼン |  |

| 2017年8月12日 | アルミニア・ビーレフェルト (2) | 1 - 3 (延長) | フォルトゥナ・デュッセルドルフ (2)     | ビーレフェルト                                                     |  |
| 18:30         | クロス 55分                    | レポート     | ヘニングス 68分, 96分 · フィンク 120分 | 競技場: シュコ・アレーナ 観客数: 19,825人 主審: ハルム・オスメルス |  |

| 2017年8月12日 | ヴュルツブルガー・キッカーズ (3) | 0 - 3    | ヴェルダー・ブレーメン (1)                                       | オッフェンバッハ・アム・マイン                                                                          |  |
| 20:45         |                                  | レポート | ヴェリコヴィッチ 50分 · クルーゼ 74分 · M・エッゲシュタイン 77分 | 競技場: シュパールダ・バンク・ヘッセン・シュターディオン 観客数: 8,090人 主審: サッシャ・シュテーゲマン |  |

| 2017年8月13日 | TSV1860ミュンヘン (4) | 1 - 2    | FCインゴルシュタット04 (2)           | ミュンヘン                                                                                 |  |
| 15:30         | ウェーバー 66分       | レポート | レスカノ 20分 · クチュケ 83分 (pen.) | 競技場: グリュンヴァルター・シュタディオン 観客数: 12,500人 主審: トビアス・シュティーラー |  |

| 2017年8月13日 | VfLオスナブリュック (3)                         | 3 - 1    | ハンブルガーSV (1) | オスナブリュック                                                       |  |
| 15:30         | サヴラン 39分 · ハイデル 61分 · アルスラン 71分 | レポート | ウッド 73分 (pen.) | 競技場: オスナテル・アレーナ 観客数: 16,000人 主審: デニズ・アイテキン |  |

| 2017年8月13日 | ボナーSC (4)                | 2 - 6    | ハノーファー96 (1)                                                                  | ボン                                                                        |  |
| 15:30         | ロコチュ 20分 · ペリー 83分 | レポート | フュルクルク 34分, 74分 · ハルニック 60分, 90+3分 · カラマン 90分 · マイアー 90+1分 | 競技場: シュポルトパルク・ノルト 観客数: 9,500人 主審: ダニエル・シュラガー |  |

| 2017年8月13日 | シュポルトフロインデ・ドルフメルキンゲン (6) | 0 - 5    | RBライプツィヒ (1)                                                       | アーレン                                                                         |  |
| 15:30         |                                              | レポート | ザビッツァー 4分, 47分 · ヴェルナー 56分 · ポウルセン 59分 · ケイタ 65分 | 競技場: ショルツ・アレーナ 観客数: 10,460人 主審: フロリアン・バドシュトゥブナー |  |

| 2017年8月13日 | 1.FCシュヴァインフルト05 (4)              | 2 - 1    | SVザントハウゼン (2) | シュヴァインフルト                                                                  |  |
| 15:30         | ウィリシュ 53分 · クラウシュナイダー 62分 | レポート | ヘーラー 11分        | 競技場: ヴィリー・ザックス・シュタディオン 観客数: 4,610人 主審: ロベルト・カンプカ |  |

| 2017年8月13日 | SVモルラウターン (5) | 0 - 5    | SpVggグロイター・フュルト (2)                                         | ピルマゼンス                                                                        |  |
| 15:30         |                      | レポート | ホフマン 16分, 18分 · ラウム 59分 · ドゥルスン 85分 · エルンスト 87分 | 競技場: シュポルトパルク・フステルヘーヘ 観客数: 2,900人 主審: ロベルト・ケンプテル |  |

| 2017年8月13日 | 1.FCザールブリュッケン (4) | 1 - 2 (延長) | 1.FCウニオン・ベルリン (2)             | フェルクリンゲン                                                                              |  |
| 15:30         | ベーレンス 40分            | レポート     | シェーンハイム 23分 · ヘドゥンド 101分 | 競技場: ヘルマン・ニューベルガー・シュタディオン 観客数: 6,936人 主審: セーレン・シュトルクス |  |

| 2017年8月13日 | FCネッティンゲン (5)                 | 2 - 5    | VfLボーフム (2)                                                   | カールスルーエ                                                                    |  |
| 15:30         | ブレナー 51分 (pen.) · ビルゲル 85分 | レポート | サーラム 1分 · ヒンテルゼーア 3分, 65分, 74分 · バンドウスキ 87分 | 競技場: ヴィルトパルクシュタディオン 観客数: 2,700人 主審: ロベルト・シュレーダー |  |

| 2017年8月13日 | アイントラハト・ノルダーシュテット (4) | 0 - 1    | VfLヴォルフスブルク (1) | ノルダーシュテット                                                                            |  |
| 15:30         |                                        | レポート | カマーチョ 59分         | 競技場: エドムント＝プラムベック＝シュタディオン 観客数: 4,500人 主審: ラッセ・コスロウスキー |  |

| 2017年8月13日 | 1.FCマクデブルク (3)              | 2 - 0    | FCアウクスブルク (1) | マクデブルク                                                     |  |
| 18:30         | ベック 87分 · シュヴェーデ 90+1分 | レポート |                      | 競技場: MDCCアレーナ 観客数: 21,641人 主審: マヌエル・グラエフェ |  |

| 2017年8月13日                                                      | エネルギー・コットブス (4)         | 2 - 2 (延長) (3 - 4 PK戦)                          | VfBシュトゥットガルト (1)                | コットブス                                                                                       |  |
| 18:30                                                              | ヴィテリッティ 5分 · ツィマー 28分 | レポート                                           | ブレカロ 49分 · マトゥウィラ 78分 (o.g.) | 競技場: シュタディオン・デア・フロイントシャフト 観客数: 17,516人 主審: ベンジャミン・コルトゥス |  |
|                                                                    |                                    | PK戦                                               |                                          |                                                                                                  |  |
| ヴィテリッティ シュタイン シュルター ツィーゲンベイン フォルスター |                                    | テローデ ギンチェク パヴァール ブレカロ オズジャン |                                          |                                                                                                  |  |

| 2017年8月13日 | SVヴェーエン・ヴィースバーデン (3) | 2 - 0    | FCエルツゲビルゲ・アウエ (2) | ヴィースバーデン                                                     |  |
| 18:30         | ブラハ 4分 · アンドリスト 7分      | レポート |                              | 競技場: BRITAアレーナ 観客数: 2,500人 主審: フランク・ヴィレンボルク |  |

| 2017年8月14日 | MSVデュースブルク (2)    | 1 - 2    | 1.FCニュルンベルク (2)                | デュースブルク                                                          |  |
| 18:30         | ヴォルツェ 90+4分 (pen.) | レポート | ベーレンス 21分 · マルクライター 41分 | 競技場: MSVアレーナ 観客数: 15,576人 主審: クリスティアン・ディンガート |  |

| 2017年8月14日 | SCパーダーボルン07 (3)                  | 2 - 1    | FCザンクトパウリ (2) | パーダーボルン                                                         |  |
| 18:30         | ワッセイ 41分 · アトウィ＝アジェイ 79分 | レポート | アラギ 90+1分        | 競技場: ベンテラー・アレーナ 観客数: 15,000人 主審: フロリアン・ヘフト |  |

| 2017年8月14日 | ベルリナーFCディナモ (4) | 0 - 2    | シャルケ04 (1)                | ベルリン                                                                                     |  |
| 18:30         |                          | レポート | コノプリャーンカ 78分, 90+1分 | 競技場: フリードリッヒ・ヤーン・シュポルトパルク 観客数: 14,117人 主審: アルネ・アールニンク |  |

| 2017年8月14日 | ハンザ・ロストック (3) | 0 - 2    | ヘルタ・ベルリン (1)                      | ロストック                                                                   |  |
| 20:45         |                        | レポート | ヴァイザー 78分 · イビシェヴィッチ 90+2分 | 競技場: オストゼーシュタディオン 観客数: 22,400人 主審: ロベルト・ハルトマン |  |

## 2回戦
組み合わせ抽選会は、2017年8月19日に行われた。
| 2017年10月24日 | SCパーダーボルン07 (3)       | 2 - 0    | VfLボーフム (2) | パーダーボルン                                                               |  |
| 18:30          | ミチェル 7分 · ヴァシー 85分 | レポート |                 | 競技場: ベンテラー・アレーナ 観客数: 15,000人 主審: サッシャ・シュテーゲマン |  |

| 2017年10月24日 | SVヴェーエン・ヴィースバーデン (3) | 1 - 3    | シャルケ04 (1)                                                     | ヴィースバーデン                                                      |  |
| 18:30          | ブラハ 76分                        | レポート | ディ・サント 26分 · ブルクシュタラー 30分 · ミンツェル 54分 (o.g.) | 競技場: BRITAアレーナ 観客数: 11,373人 主審: スヴェン・ヤブロンスキー |  |

| 2017年10月24日 | フォルトゥナ・デュッセルドルフ (2) | 0 - 1    | ボルシア・メンヒェングラートバッハ (1) | デュッセルドルフ                                                       |  |
| 18:30          |                                    | レポート | アザール 52分                          | 競技場: エスプリ・アレーナ 観客数: 52,500人 主審: マヌエル・グラエフェ |  |

| 2017年10月24日 | バイエル・レバークーゼン (1)                                               | 4 - 1    | 1.FCウニオン・ベルリン (2) | レーヴァークーゼン                                                     |  |
| 18:30          | ブラント 36分 · アラリオ 59分 · ヴェンデウ 89分 (pen.) · アランギス 90+2分 | レポート | ダウベ 46分                | 競技場: バイ・アレーナ 観客数: 24,326人 主審: フランク・ヴィレンボルク |  |

| 2017年10月24日 | 1.FCシュヴァインフルト05 (4) | 0 - 4    | アイントラハト・フランクフルト (1)              | シュヴァインフルト                                                                     |  |
| 20:45          |                              | レポート | ハラー 14分, 58分 · ヴォルフ 63分 · ブルム 85分 | 競技場: ヴィリー・ザックス・シュタディオン 観客数: 15,060人 主審: アルネ・アールニンク |  |

| 2017年10月24日 | 1.FCマクデブルク (3) | 0 - 5    | ボルシア・ドルトムント (1)                                                             | マクデブルク                                                     |  |
| 20:45          |                      | レポート | カストロ 42分 · イサク 47分 · ヤルモレンコ 73分 (pen.) · バルトラ 79分 · 香川真司 90分 | 競技場: MDCCアレーナ 観客数: 23,102人 主審: ダニエル・シーベルト |  |

| 2017年10月24日 | 1.FSVマインツ05 (1)                          | 3 - 2 (延長) | ホルシュタイン・キール (2)                        | マインツ                                                             |  |
| 20:45          | フィッシャー 22分, 67分 · ブロジンスキ 101分 | レポート     | シンドラー 54分 (pen.) · ドレクスラー 75分 (pen.) | 競技場: オペル・アレーナ 観客数: 10,441人 主審: ダニエル・シュラガー |  |

| 2017年10月24日 | SpVggグロイター・フュルト (2) | 1 - 3    | FCインゴルシュタット04 (2)                           | フュルト                                                                                  |  |
| 20:45          | ラウム 46分                   | レポート | コーヘン 48分 (pen.) · レックス 83分 · モラレス 87分 | 競技場: シュターディオン・アム・ラオベンウェーク 観客数: 4,925人 主審: ハルム・オスメルス |  |

| 2017年10月25日 | VfLオスナブリュック (3)             | 2 - 3    | 1.FCニュルンベルク (2)                                  | オスナブリュック                                                             |  |
| 18:30          | アルバレス 4分 (pen.) · グロス 63分 | レポート | イシャク 38分 · ライボルト 50分 · ヴァレンティーニ 72分 | 競技場: オスナテル・アレーナ 観客数: 13,557人 主審: バスティアン・ダンケルト |  |

| 2017年10月25日 | ヘルタ・ベルリン (1) | 1 - 3    | 1.FCケルン (1)                                | ベルリン                                                                           |  |
| 18:30          | シュタルク 69分      | レポート | ツォラー 35分 · マロフ 43分 · クレメンス 64分 | 競技場: ベルリン・オリンピアシュタディオン 観客数: 33,459人 主審: マルコ・フリッツ |  |

| 2017年10月25日 | VfLヴォルフスブルク (1) | 1 - 0    | ハノーファー96 (1) | ヴォルフスブルク                                                                   |  |
| 18:30          | ウドゥオカイ 49分       | レポート |                    | 競技場: フォルクスワーゲン・アレーナ 観客数: 15,508人 主審: フェリックス・ブリッヒ |  |

| 2017年10月25日 | 1.FCカイザースラウテルン (2) | 1 - 3    | VfBシュトゥットガルト (1)                            | カイザースラウテルン                                                                       |  |
| 18:30          | スパルヴィス 6分             | レポート | ギンチェク 21分 (pen.) · アコロ 67分 · テローデ 72分 | 競技場: フリッツ・ヴァルター・シュタディオン 観客数: 28,322人 主審: パトリック・イトリック |  |

| 2017年10月25日 | SSVヤーン・レーゲンスブルク (2)             | 2 - 5    | 1.FCハイデンハイム (2)                                        | レーゲンスブルク                                                                      |  |
| 20:45          | ニートフェルト 45+1分 · グリュットナー 54分 | レポート | ティール 30分, 50分 · グラッツェル 32分, 82分 · プスチュ 55分 | 競技場: コンティネンタル・アレーナ 観客数: 6,678人 主審: クリスティアン・ディンガート |  |

| 2017年10月25日 | ヴェルダー・ブレーメン (1) | 1 - 0    | TSG1899ホッフェンハイム (1) | ブレーメン                                                                       |  |
| 20:45          | ベルフォディル 31分        | レポート |                             | 競技場: ヴェーザーシュタディオン 観客数: 31,210人 主審: トビアス・シュティーラー |  |

| 2017年10月25日 | SCフライブルク (1)                                  | 3 - 1    | 1.FCディナモ・ドレスデン (2) | フライブルク                                                                               |  |
| 20:45          | ペーターゼン 50分 · シュスター 61分 · ハベラー 81分 | レポート | ベナテッリ 48分              | 競技場: シュヴァルツヴァルト・シュタディオン 観客数: 17,800人 主審: ベンジャミン・ブラント |  |

| 2017年10月25日                                           | RBライプツィヒ (1)       | 1 - 1 (延長) (4 - 5 PK戦)                          | バイエルン・ミュンヘン (1) | ライプツィヒ                                                                 |  |
| 20:45                                                    | フォルスベリ 68分 (pen.) | レポート                                           | ティアゴ 73分              | 競技場: レッドブル・アレーナ 観客数: 42,558人 主審: フェリックス・ツバイヤー |  |
|                                                          |                          | PK戦                                               |                            |                                                                              |  |
| ベルナルド カンプル ハルステンベルク オルバン ヴェルナー |                          | レヴァンドフスキ アラバ フンメルス ルディ ロッベン |                            |                                                                              |  |

## 3回戦
組み合わせ抽選会は、2017年10月29日に行われた。
| 2017年12月19日 | 1.FSVマインツ05 (1)                                 | 3 - 1    | VfBシュトゥットガルト (1) | マインツ                                                                 |  |
| 18:30          | ベルグレーン 62分 · ディアロ 71分 · セルダル 90+3分 | レポート | ゲントナー 41分           | 競技場: オペル・アレーナ 観客数: 22,143人 主審: トビアス・シュティーラー |  |

| 2017年12月19日 | SCパーダーボルン07 (3) | 1 - 0    | FCインゴルシュタット04 (2) | パーダーボルン                                                               |  |
| 18:30          | ゾリンスキ 56分        | レポート |                            | 競技場: ベンテラー・アレーナ 観客数: 14,800人 主審: フェリックス・ツバイヤー |  |

| 2017年12月19日 | 1.FCニュルンベルク (2) | 0 - 2 (延長) | VfLヴォルフスブルク (1)              | ニュルンベルク                                                                         |  |
| 20:45          |                        | レポート     | ウドゥオカイ 96分 · ディダヴィ 118分 | 競技場: マックス・モーロックシュタディオン 観客数: 26,104人 主審: ダニエル・シーベルト |  |

| 2017年12月19日 | シャルケ04 (1) | 1 - 0    | 1.FCケルン (1) | ゲルゼンキルヒェン                                                           |  |
| 20:45          | マイヤー 63分  | レポート |                | 競技場: フェルティンス・アレーナ 観客数: 56,392人 主審: ロベルト・ハルトマン |  |

| 2017年12月20日 | ヴェルダー・ブレーメン (1)                               | 3 - 2    | SCフライブルク (1)                     | ブレーメン                                                                 |  |
| 18:30          | ベルフォディル 3分 · カインツ 20分 · バルグフレーデ 69分 | レポート | ペーターゼン 28分 (pen.) · ラヴェ 86分 | 競技場: ヴェーザーシュタディオン 観客数: 33,519人 主審: ギド・ヴィンクマン |  |

| 2017年12月20日 | ボルシア・メンヒェングラートバッハ (1) | 0 - 1    | バイエル・レバークーゼン (1) | メンヒェングラートバッハ                                                                   |  |
| 18:30          |                                        | レポート | ベイリー 70分                | 競技場: シュタディオン・イム・ボルシア・パルク 観客数: 49,016人 主審: マヌエル・グラエフェ |  |

| 2017年12月20日 | バイエルン・ミュンヘン (1)      | 2 - 1    | ボルシア・ドルトムント (1) | ミュンヘン                                                                   |  |
| 20:45          | ボアテング 22分 · ミュラー 40分 | レポート | ヤルモレンコ 77分          | 競技場: アリアンツ・アレーナ 観客数: 75,000人 主審: サッシャ・シュテーゲマン |  |

| 2017年12月20日 | 1.FCハイデンハイム (2) | 1 - 2 (延長) | アイントラハト・フランクフルト (1) | ハイデンハイム                                                             |  |
| 20:45          | シュナッテラー 96分    | レポート     | ガチノヴィッチ 95分 · ハラー 109分 | 競技場: フォイト・アレーナ 観客数: 11,000人 主審: スヴェン・ヤブロンスキー |  |

## 準々決勝
組み合わせ抽選会は、2018年1月16日に行われた。
| 2018年2月6日 | SCパーダーボルン07 (3) | 0 - 6    | バイエルン・ミュンヘン (1)                                                                | パーダーボルン                                                           |  |
| 18:30        |                        | レポート | コマン 19分 · レヴァンドフスキ 25分 · キミッヒ 42分 · トリッソ 55分 · ロッベン 86分, 88分 | 競技場: ベンテラー・アレーナ 観客数: 15,000人 主審: マルクス・シュミット |  |

| 2018年2月6日 | バイエル・レバークーゼン (1)                            | 4 - 2 (延長) | ヴェルダー・ブレーメン (1)             | レーヴァークーゼン                                             |  |
| 20:45        | ブラント 31分, 55分 · ベララビ 111分 · ハフェルツ 118分 | レポート     | クルーゼ 4分 (pen.) · ヨーハンソン 8分 | 競技場: バイ・アレーナ 観客数: 25,653人 主審: マルコ・フリッツ |  |

| 2018年2月7日 | アイントラハト・フランクフルト (1)                   | 3 - 0    | 1.FSVマインツ05 (1) | フランクフルト・アム・マイン                                               |  |
| 18:30        | レビッチ 17分 · ハック 53分 (o.g.) · マスカレル 62分 | レポート |                     | 競技場: コメルツバンク・アレーナ 観客数: 48,200人 主審: デニズ・アイテキン |  |

| 2018年2月7日 | シャルケ04 (1)        | 1 - 0    | VfLヴォルフスブルク (1) | ゲルゼンキルヒェン                                                                   |  |
| 20:45        | ブルクシュタラー 10分 | レポート |                         | 競技場: フェルティンス・アレーナ 観客数: 50,642人 主審: クリスティアン・ディンガート |  |

## 準決勝
組み合わせ抽選会は、2018年2月11日に行われた。
| 2018年4月17日 | バイエル・レバークーゼン (1)     | 2 - 6    | バイエルン・ミュンヘン (1)                                            | レーヴァークーゼン                                                 |  |
| 20:45         | L・ベンダー 16分 · ベイリー 72分 | レポート | レヴァンドフスキ 3分, 9分 · ミュラー 52分, 64分, 78分 · ティアゴ 60分 | 競技場: バイ・アレーナ 観客数: 30,210人 主審: ダニエル・シーベルト |  |

| 2018年4月18日 | シャルケ04 (1) | 0 - 1    | アイントラハト・フランクフルト (1) | ゲルゼンキルヒェン                                                           |  |
| 20:45         |                | レポート | ヨヴィッチ 75分                    | 競技場: フェルティンス・アレーナ 観客数: 60,000人 主審: ロベルト・ハルトマン |  |

## 決勝
| 2018年5月19日 20:45 |

| バイエルン・ミュンヘン (1) | 1 - 3    | アイントラハト・フランクフルト (1)          |
| レヴァンドフスキ 53分      | レポート | レビッチ 11分, 82分 · ガチノヴィッチ 90+6分 |

| ベルリン・オリンピアシュタディオン, ベルリン 観客数: 74,322人 主審: フェリックス・ツバイヤー |

| バイエルン・ミュンヘン | アイントラハト・フランクフルト |

| GK                 | 26 | スヴェン・ウルライヒ       |      |      |
| RB                 | 32 | ヨシュア・キミッヒ         |      |      |
| CB                 | 4  | ニクラス・ジューレ         |      |      |
| CB                 | 5  | マッツ・フンメルス         |      |      |
| LB                 | 27 | ダヴィド・アラバ           |      |      |
| CM                 | 6  | ティアゴ・アルカンタラ     |      | 64分 |
| CM                 | 8  | ハビ・マルティネス         |      |      |
| CM                 | 11 | ハメス・ロドリゲス         |      |      |
| RW                 | 25 | トーマス・ミュラー         |      | 70分 |
| CF                 | 9  | ロベルト・レヴァンドフスキ | 37分 |      |
| LW                 | 7  | フランク・リベリー         |      | 87分 |
| サブメンバー       |    |                            |      |      |
| GK                 | 1  | マヌエル・ノイアー         |      |      |
| DF                 | 13 | ラフィーニャ               |      |      |
| DF                 | 14 | フアン・ベルナト           |      |      |
| MF                 | 19 | セバスティアン・ルディ     |      |      |
| MF                 | 24 | コランタン・トリッソ       |      | 64分 |
| MF                 | 29 | キングスレイ・コマン       | 86分 | 70分 |
| FW                 | 2  | ザンドロ・ヴァーグナー     |      | 87分 |
| 監督               |    |                            |      |      |
| ユップ・ハインケス |    |                            |      |      |

| GK             | 1  | ルーカス・フラデツキー         |        |      |
| RB             | 24 | ダニー・ダ・コスタ             |        |      |
| CB             | 19 | ダビド・アブラーム             |        |      |
| CB             | 13 | カルロス・サルセド             | 7分    |      |
| LB             | 15 | イェトロ・ウィレムス           | 45+2分 |      |
| DM             | 20 | 長谷部誠                       | 45+1分 |      |
| RM             | 6  | マリウス・ヴォルフ             |        | 60分 |
| CM             | 39 | オマール・マスカレル           |        |      |
| CM             | 6  | ジョナサン・デ・グズマン       |        | 74分 |
| LM             | 4  | アンテ・レビッチ               | 84分   | 89分 |
| CF             | 17 | ケヴィン＝プリンス・ボアテング |        |      |
| サブメンバー   |    |                                |        |      |
| GK             | 37 | ヤン・ツィマーマン             |        |      |
| DF             | 23 | マルコ・ルス                   |        | 74分 |
| DF             | 33 | タレブ・タワサ                 |        |      |
| MF             | 10 | マルコ・ファビアン             |        |      |
| MF             | 11 | ミヤト・ガチノヴィッチ         |        | 60分 |
| FW             | 8  | ルカ・ヨヴィッチ               |        |      |
| FW             | 9  | セバスティアン・ハラー         |        | 89分 |
| 監督           |    |                                |        |      |
| ニコ・コヴァチ |    |                                |        |      |

| DFBポカール 2017-2018 優勝                     |
| ---------------------------------------------- |
| アイントラハト・フランクフルト 30大会ぶり5回目 |